# Belvosia aurulenta
Belvosia aurulenta là một loài ruồi trong họ Tachinidae.